# Rebecca Clarke
Rebecca Helferich Clarke (Harrow, 27 augustus 1886 - New York, 13 oktober 1979) was een Brits componiste en altvioliste, die vooral bekend geworden is door haar kamermuziek voor altviool. In 1919 gebruikte Clarke voor haar bijdrage aan de Coolidge Competition het pseudoniem Anthony Trent.

## Levensloop
Clarke's vader, Joseph Thacher Clarke, was een architect en haar moeder, Agnes Paulina Marie Amelie Helferich, was een nicht van de Duitse historicus Leopold von Ranke. Op haar zestiende begon Clarke haar studies aan de Royal Academy of Music. Romantische interesse van haar harmoniedocent Percy Hilder Miles noopten Clarke's ouders haar van school te halen. Hierop zond Joseph Clarke enkele composities van zijn dochter naar Charles Stanford, die haar accepteerde als zijn leerlinge aan het Royal College of Music. In 1910 studeerde Clarke af.
Niet veel later (1912) vormden zij met enkele mede-alumni van het Royal College of Music – onder andere haar latere man James Friskin en George Butterworth – de Palestrina Society. Die wijdde zich aan het uitvoeren van 'oude muziek'. De componist Ralph Vaughan Williams, zelf een alumnus van Stanford en het Royal College of Music, was een tijdje hun dirigent. Clarke onderhield zichzelf door als professioneel violist op te treden. Zo was zij lid van Henry Woods Queen's Hall Orchestra en voerden zij kamermuziek uit met het Nora Clench Quartet, met de celliste Guilhermina Suggia en de gezusters Adila Fachiri en Jelly d'Aranyi. In 1916 maakte Clarke haar eerste reis naar de Verenigde Staten. Hier ontmoette zij Elizabeth Sprague Coolidge, een promotor en geldschieter van 'nieuwe muziek'. Hiertoe aangemoedigd door onder andere Coolidge schreef Clarke in 1919 het stuk Morpheus, voor viola en piano. Datzelfde jaar deed zij mee aan de Coolidge Competition met Sonata for Viola and Piano, waarmee zij de tweede prijs won (de componist Ernest Bloch won de eerste prijs). De sonate bleek een groot succes. Hierop volgde in de productieve jaren twintig een pianotrio (1920), dat wederom de tweede prijs in de Coolidge Competition won, een rapsode voor cello en piano (1923) op persoonlijke commissie van Elizabeth Sprague Coolidge, Epilogue voor cello en piano voor Guilhermina Suggia en Midsummer Moon voor viool en piano voor Adila Fachiri. Tegelijkertijd toerde ze met het English Ensemble en speelde ze op muziekavonden die werden georganiseerd door Paul en Muriel Drapier in Chelsea. E.J. Moeran droeg een strijktrio aan haar op en Walter Leigh schreef een altvioolsonate voor haar.
In de jaren dertig schreef Clarke echter amper muziek. De reden onthulde zij in interview ter gelegenheid van haar negentigste verjaardag (1976): zij had in die tijd een affaire met een getrouwde man, die al haar energie opslokte. Zelf zei ze erover: 
"I can't do it [componeren] unless it's the first thing I think of every morning when I wake and the last thing I think of every night before I go to sleep (...) if one allows too many other things to take over one is not liable to be able to do it."
Terwijl Clarke in 1939 haar broers in de Verenigde Staten bezocht, brak in Europa de Tweede Wereldoorlog uit. Daarom kon zij niet terugkeren naar Engeland en bleef zij in Amerika. Uit deze periode stammen de muziekstukken Prelude, Allegro, and Pastorale (1942) voor altviool en klarinet, Dumka voor viool, altviool en piano, Passacaglia on an Old English Tune voor altviool en piano, en enkele liederen. Onderwijl vond zij werk als kinderjuffrouw in Connecticut. Hier ontmoette zij, bij schier toeval, James Friskin, die zij kende van het Royal College of Music. Een romance bloeide op en in 1944 trouwden zij. Friskin was op dat moment docent aan de Juilliard School in New York. Tegelijkertijd betekende Clarke's huwelijk wederom een einde aan haar creativiteit. Zij zette zich in voor haar mans carrière en schreef zelf nog weinig muziek. 
Tegen de jaren zeventig werd Clarke's werk niet meer gedrukt. In 1976 werd ze herontdekt door een radiopresentatrice in New York, die haar vervolgens uitnodigde voor een interview en die onder andere haar Sonata for Viola and Piano uit 1919 uitzond. Dit betekende een serieuze opleving van haar populariteit. 
Rebecca Helferich Clarke Friskin overleed in oktober 1979 op 93-jarige leeftijd in New York. Bijna haar gehele oeuvre is op CD gezet.

## Discografie
- Viola Music, Naxos, 8.557934, 2007. (CD)
- Sonata for Viola and Piano op: English Music for Viola, Naxos, 8.572579, 2011. (CD)